# Pedro Jesús Triguero Zamora
Pedro Jesús Triguero Zamora, (nacido el 11 de octubre de 1973 en Málaga) es un futbolista español que actualmente no juega en ningún equipo porque está retirado. Su posición era la de delantero centro

## Clubes
| Club                  | País              | Año       |
| --------------------- | ----------------- | --------- |
| CA Malagueño          | Bandera de España | 1993-1994 |
| Juventud Torremolinos | Bandera de España | 1994-1995 |
| Málaga CF             | Bandera de España | 1995-1996 |
| Vélez CF              | Bandera de España | 1996-1997 |
| Maracena UD           | Bandera de España | 1997-1998 |
| Guadix CD             | Bandera de España | 1998-2001 |
| Motril CF             | Bandera de España | 2001-2002 |
| Torredonjimeno CF     | Bandera de España | 2001-2003 |
| AD Las Lagunas        | Bandera de España | 2003-2004 |
| Carolinense UD        | Bandera de España | 2004-2005 |
| Balompédica Linense   | Bandera de España | 2005-2006 |
| CP Granada 74         | Bandera de España | 2006-2008 |
| Torredonjimeno CF     | Bandera de España | 2008-2009 |

- Datos: Q6069169